# Frances Haugen
Frances Bordwell Haugen (ur. w 1984 w Iowa City) – amerykańska demaskatorka. Pracowała dla Facebooka na stanowisku menedżera produktu od 2019 do maja 2021 roku. W 2021 ujawniła tysiące wewnętrznych dokumentów firmy Amerykańskiej Komisji Papierów Wartościowych i Giełd oraz The Wall Street Journal.
Uczęszczała do Horn Elementary oraz Northwest Junior High School. W 2002 roku ukończyła Iowa City West High School, a w 2006 Olin College. W 2011 roku uzyskała tytuł MBA w Harvard Business School.
3 października 2021 pojawiła się w programie 60 Minutes stacji CBS. Wyjaśniła swoje główne rozważania i zarzuty rozmówcy Scottowi Pelleyowi:
- Istnieją konflikty interesów między tym, co jest dobre dla Facebooka, a tym, co jest dobre dla społeczeństwa
- W większości tych konfliktów Facebook decyduje na korzyść własnych celów, takich jak zwiększenie zysków.
- Środowisko informacyjne, które jest pełne złośliwości i nienawiści, prowadzi do utraty zaufania w społeczeństwie. Polaryzuje i podsyca konflikty między grupami.
- Facebook optymalizuje swoje treści tak, aby były atrakcyjne dla użytkowników. Treści informacyjne, które generują nienawiść, polaryzują lub wywołują podobne uczucia, z reguły otrzymują większą uwagę i dlatego są wyżej oceniane przez algorytmy.
- Facebook dostrzegł ten problem i zmienił swoje algorytmy przed wyborami w USA w 2020 roku. Po wyborach zmiana została cofnięta.
- Postępowanie Facebooka z mową nienawiści jest niewłaściwe.
- Facebook pokazał, że jego własny zysk jest ważniejszy niż bezpieczeństwo i dobrobyt społeczeństwa.

Jako inne przykłady podaje atak na Kapitol w Waszyngtonie w 2021 roku, dezinformację na temat pandemii COVID-19 oraz prześladowania mniejszości Rohingja w Birmie. Podobne zeznania złożyła również na przesłuchaniu w Kongresie Stanów Zjednoczonych.